# 武尔热扎克
武尔热扎克（法語：Voulgézac，法語發音：[vulʒezak]）是法国夏朗德省的一个市镇，位于该省南部，属于昂古莱姆区。

## 地理
武尔热扎克（45°30'45"N, 0°7'13"E）面积13.42 平方千米，位于法国新阿基坦大区夏朗德省，该省份为法国西部内陆省份，北起德塞夫勒省和维埃纳省，东临上维埃纳省，东南至多尔多涅省，南至多爾多涅省，西接滨海夏朗德省。
与武尔热扎克接壤的市镇（或旧市镇、城区）包括：贝什雷斯、沙迪里、富克布吕讷、博埃姆河畔穆捷、佩里尼亚克、普拉萨克-鲁菲亚克。

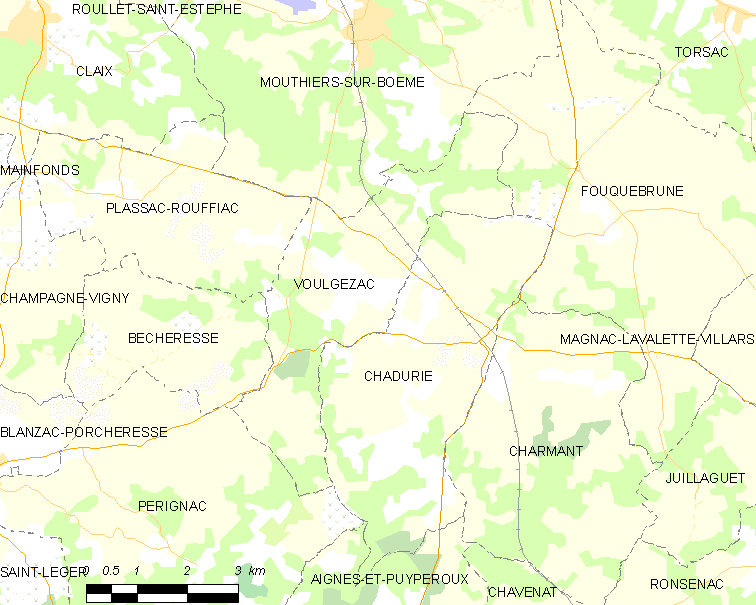
武尔热扎克的OSM定位图

武尔热扎克的时区为UTC+01:00、UTC+02:00（夏令时）。

## 行政
武尔热扎克的邮政编码为16250，INSEE市镇编码为16420。

## 政治
武尔热扎克所属的省级选区为博埃姆-埃谢勒县。

## 人口

1962-2008年间武尔热扎克人口变化图示

武尔热扎克于2022年1月1日时的人口数量为242人。